# Taras Seńkiw
Taras Seńkiw OM (ukr. Тарас Сеньків, ur. 3 lipca 1960 w Białobożnice) – ukraiński duchowny greckokatolicki, eparcha stryjski od 2014.

## Życiorys
Święcenia kapłańskie przyjął 28 maja 1982. Przez kilkanaście lat pracował duszpastersko na terenie Ukrainy. W 2000 został ojcem duchownym seminarium w Iwano-Frankiwsku, zaś w 2006 został także wykładowcą akademii teologicznej w tymże mieście. 1 października 2006 złożył śluby zakonne w zgromadzeniu minimitów.
22 maja 2008 papież Benedykt XVI potwierdził jego nominację na biskupa pomocniczego eparchii stryjskiej, dokonaną w tymże roku przez Synod Kościoła greckokatolickiego. Chirotonii biskupiej udzielił mu 20 lipca 2008 kard. Lubomir Huzar. W latach 2010–2014 był administratorem apostolskim tej eparchii.
2 kwietnia 2014 papież Franciszek zatwierdził jego wybór na biskupa eparchialnego stryjskiego.